# Bell Witch
Bell Witch eller Bell Witch Haunting er en poltergeistlegende fra det sydlige USAs folklore, der involverer familien Bell fra Adams, Tennessee. Legenden er grundlaget for filmene The Bell Witch Haunting (2004) og An American Haunting (2006).

## Legend
Ifølge legenden opstod den første rapporterede manifestation af den hjemsøgning i 1817, da John Bell, Sr, stødt på et mærkeligt dyr i en kornmark på sin store gård i Robertson County, ved Red River, nær Adams, Tennessee. Bell skød på dyret, der beskrives som have en krop af en hund og hovedet af en kanin.
På et senere tidspunkt hævdede familien Bell at høre banke og gnave lyde på ydersiden af væggene i deres hus. Disse lyde flyttede til sidst ind i boligen. Nogen tid efter at lydene begyndte, hævdede Betsy Bell (familiens yngste datter) at være blevet overfaldet af en usynlig kraft. Legenden fortsætter med at poltergeisten tager til i styrke, flytning af forskellige objekter, tale og have samtaler med familien og gæster. Den identificerede sig selv som "Kate Batts", en nabo til Bells, som John tilsyneladende havde krænket en eller anden måde.
Senere i livet, var Bell Sr, udsat for hyppige ansigtslammelser, der ofte gør at han var stum (selvom Bells parese er opkaldt efter en anden Bell). Han døde den 20. december 1820. En lille glasflaske, der indeholdt en meget stærk gift, han havde angiveligt indtaget blev fundet i nærheden af hans krop. Da noget af indholdet blev tvangsfodret til familiens kat, døde dyret. Glasflasken blev derefter bortskaffes i pejsen.
Pat Fitzhughs genfortælling af Bell Witch legende afsluttes med en erklæring om, at nogle mennesker tror, at ånden kom tilbage i 1935, det år, hvor heksen hævdede at ville komme tilbage ("et hundrede, og syv år " forbi 1828), og tog bopæl på den tidligere Bell ejendom. Andre kilder siger, at 1935 bragte noget ud over det sædvanlige til Bells efterkommere eller det omgivende samfund.

## Offentliggjorte fortællinger
Den tidligste skriftlige beretning er på side 833 i Goodspeed History of Tennessee, der blev offentliggjort i 1887 af Goodspeed Publishing.
Den mest berømte fortælling er bogen An Authenticated History of the Bell Witch of Tennessee fra 1894 af Martin Van Buren Ingram. Et genoptryk af denne bog (de fleste eksemplarer af den originale bog med et hvidt bogomslag er forsvundet), kom til at hedde "Red Book" er ligeså svær at finde. I midten af 1960'erne blev en gengivelse af Ingram bog i paperback med et hvidt cover og guldtryk solgt i abonnement direkte til efterkommere af John Bell, Sr. Denne bog er også næsten umuligt at finde i dag. Den oprindelige bog af Ingram, samt alle genoptryk, citerer den tidligere (selvom ingen kendte eksemplarer eksisterer) Richard William Bell Dagbog: "Our Family Trouble". Richard William Bell lister flere vidner, herunder General (senere præsident) Andrew Jackson. Der var dog ikke nogen omtale af Bell Witch lavet af Jackson i nogen af hans breve, journaler eller papirer.
Hvad er kendt som den sorte bog blev skrevet langt senere, og igen er der fortalt en masse om Bell Witch, fra Ingrams bog. Den blev udgivet i 1934 af Dr. Charles Bailey Bell, oldebarn af John Bell.
Thirteen Tennessee Ghosts and Jeffrey af Kathryn Tucker Windham indeholder historien om Bell Witch.
The Guidebook for Tennessee, udgivet af Works Project Administration i 1939, indeholder også en fortælling, der adskiller sig fra Ingrams, på siderne 392-393.